# Pfarrweisach
Pfarrweisach település Németországban, azon belül Bajorországban. Lakosainak száma 1490 fő (2023. december 31.).

## Népesség
A település népessége az elmúlt években az alábbi módon változott:
| Lakosok száma | 336  | 581  | 720  | 1595 | 1510 | 1482 | 1509 | 1505 | 1498 | 1490 |
|               | 1875 | 1950 | 1975 | 1987 | 2012 | 2014 | 2016 | 2017 | 2021 | 2023 |